# Бурурі (комуна)
Бурурі  — одна з комун найбільшої провінції Бурунді, Бурурі.. Центр — однойменне містечко Бурурі. Тут знаходиться 28 «колін, пагорбів» (colline).